# راندي ميليغان
راندي ميليغان (بالإنجليزية: Randy Milligan)‏ هو لاعب كرة قاعدة أمريكي، ولد في 27 نوفمبر 1961 في سان دييغو في الولايات المتحدة.

## وصلات خارجية
- راندي ميليغان على موقعبيزبول رفرنس.كوم (الدوري الرئيسي) (الإنجليزية)
- راندي ميليغان على موقعبيزبول رفرنس.كوم (الدوري الثانوي) (الإنجليزية)